# Ungarisches Tarock
Die Kartenspielfamilie Tarock ist in Ungarn durch eine Variante mit 42 Karten für vier Spieler vertreten.

## Namen und Geschichte
Nach Forschungen von Kartenspielexperten ist das ungarische Tarock im 19. Jahrhundert aus einer Variante des österreichischen Zwanzigerrufens entstanden. Dies ist plausibel, sowohl durch den Namen Húszashívásos tarokk („Zwanzigerrufen-Tarock“), als auch durch prinzipielle Gemeinsamkeiten zwischen den beiden Spielen, welche sich aber von der Spielweise her extrem stark unterscheiden. Der andere gängige Name für das Spiel ist Paskievics (in alten österreichischen Quellen Paskiewitsch) nach Iwan Fjodorowitsch Paskewitsch, der 1848 als russischer Oberbefehlshaber wesentlich zur Niederschlagung der ungarischen Revolution beitrug. Der Grund könnten die (je nach Untervariante) 48 zum Sieg im Spiel nötigen Punkte sein.
In den 1920ern entwickelten Károly Lingel und Lajos Polyák eine verfeinerte Version mit mehreren zusätzlichen Ansagen, die nach übereinstimmender Ansicht von Tarockfreunden den Spielwitz stark erhöhen. Diese Variation fand weite Verbreitung in Ungarn als Illusztrált  tarokk, also „Illustriertes Tarock“, oder Palatinusz tarokk.
Im späteren 20. Jahrhundert wurde von Dr. Endre Kovács, dem bekanntesten Experten für das Spiel, als weitere Variante Magas tarokk („Hoch-Tarock“) mit 10 weiteren Ansagen entwickelt. Es fand aber keine weite Verbreitung. Das von Zoltán Gerots entwickelte Royal Tarokk mit 70 Prämien und Ansagen weicht bereits recht stark ab, da zwei Karten entfernt wurden und auch die Kartenwerte als solche wegfallen. Diese Variante wird, wie das österreichische Zwanzigerrufen, mit 10 Karten in der Hand und ohne Talon, aber mit allen 22 Tarocks gespielt. Es bleiben nur noch vier Karten in den beiden roten Farben übrig. Die Karten haben keinen Punktwert mehr, stattdessen werden u. a. die gewonnenen Stiche prämiert. Das Royal wird meistens mit vorher festgelegten Partnerschaften gespielt. Die Partner sitzen aber nicht gegenüber (wie im Bridge und Ottocento), sondern nebeneinander.
Um die Jahrtausendwende fand ein Import des Spieles nach Österreich statt, wo es sich zumindest in Wien steigender Beliebtheit erfreute. Es handelt sich dabei im Wesentlichen um das Illustrierte Tarock mit einigen Ansagen aus dem Hochtarock. Um eine Verwechslung mit einer österreichischen Variante für drei Spieler, die auch Illustriertes Tarock genannt wird, zu vermeiden, haben österreichische Tarockfachleute dem Spiel den alternativen deutschen Namen Illustriertes Zwanzigerrufen gegeben.

## Vergleich mit österreichischen Tarockvarianten
Da dieser Artikel in erster Linie für österreichische Tarockspieler interessant ist, hilft es als Einführung, die Gemeinsamkeiten und Hauptunterschiede zwischen diesem Spiel und den österreichischen Varianten herauszuarbeiten. Nicht-Tarockspieler können diesen Abschnitt überspringen und lesen zur Einführung besser den Tarock-Artikel.

### Gemeinsamkeiten
- Ungarisches Tarock wird mit dem im Prinzip gleichen Kartensatz gespielt, wobei die graphische Ausführung der Zeichnungen ein wenig verschieden ist, auf einigen Tarock auch die Motive.
- Es gehört gleichermaßen zu den Tarockspielen von Typ 3 nach Michael Dummett, das heißt, der Sküs ist einfach das höchste Tarock und hat keine Sonderrolle.
- Der volle Satz der 22 Tarock wird verwendet (wie bei den meisten Varianten, aber im Gegensatz zu Zwanzigerrufen, bei dem zwei Tarock entfernt werden).
- Die grundsätzliche Stichkrafthierarchie (vor allem: Tarock stechen Farbkarten, gleichfarbige Karten einander gemäß der Höhe) gilt hier ebenfalls, und zwar ohne jegliche Ausnahmen (wie dies etwa Farbenspiele oder Märchenstich wären).
- Dieselbe Selektion von Farbkarten (5 pro Farbe) wie bei Zwanzigerrufen wird verwendet.
- Auch der Rufmechanismus gleicht im Wesentlichen dem von Zwanzigerrufen (Tarock XX wird üblicherweise zur Partnerbestimmung gerufen).
- Die Kartenwerte entsprechen im Prinzip jenen aller Tarockspiele von Typ 2 und 3 nach Dummett, und genau denen von Zwanzigerrufen. Es ist allerdings uneinheitlich, ob Skartindeln einen Punkt (wie die meisten Tarock) oder null Punkte zählen. In Ungarn zählen sie aber immer einen Punkt. Es gibt aber auch eine Variante, nämlich das Kaiser Tarokk, die mit 46 Karten gespielt wird und einige Prämienansagen aus dem Royal übernommen hat. Hier zählen die Asse und Zehner einen Punkt, die Zweier und Neuner aber null Punkte.
- Sechs Karten kommen verdeckt als Talon in die Mitte, wie bei König- und Neunzehnerrufen.
- In der Grundvariante (Paskievics) werden nur Prämien gespielt, die solchen österreichischer Varianten entsprechen (Valat, Pagat Ultimo, Mondfang, Trull, 4 Könige; Absolut variiert als Spielverdoppelung bei mindestens 75 % der erreichbaren Punkte).

### Hauptunterschiede
- Beim ungarischen Tarock werden ausnahmslos Rufer gespielt. Es gibt keine Alleinspiele jedweder Art (positiv oder negativ). Der Spielersteher kann aber (zwar nicht immer) sich selbst (meistens als XXer) rufen und allein spielen. Das kommt aber nur äußerst selten vor. Ist aber die gerufene Karte (von einem Gegner) abgelegt worden, muss der Spielersteher allein gegen drei spielen. In diesem sehr seltenen Fall gehört aber die gesamte Ablage zu ihm.
- Jeder erhält 9 Karten (beim Kaiser 10), das ist weniger als in jeder anderen Tarockvariante für höchstens vier Spieler.
- Mit wenigen Ausnahmen darf nur der Inhaber eines Trullstückes ein Spiel ansagen.
- Das Lizitieren funktioniert ausschließlich über eine Verringerung der aus dem Talon aufzunehmenden Karten. Das Grundgebot ist Drei („Drei Karten nehme ich aus dem Talon“), das höchste ist Solo (der Spielersteher nimmt gar keine Karte).
- Der gesamte Talon wird in verschiedenen Verhältnissen auf alle vier Spieler aufgeteilt (nur der Spielersteher selbst verzichtet darauf beim Solo). Jeder Spieler legt dieselbe Zahl von Karten, die er aufgenommen hat, wieder ab. Es gibt niemals Karten, die völlig außer Spiel bleiben.
- Die Ablage des Spielerstehers gehören zu seinen und des Partners Stichen, jedoch die Ablage aller drei Mitspieler (auch die des Partners) den Gegnern. Ausnahme: wenn die gerufene Karte von einem Gegner abgelegt wird, gehört die gesamte Ablage zum (Allein-)Spieler.
- Tarock (aber keine Trullstücke) können auch abgelegt werden. Wenn der Spielersteher Tarock ablegt, muss er die abgelegten Trumpfkarten offen auf den Tisch legen. Dabei sagt er „Ein Tarock liegt“ oder „Zwei (Drei) Tarock liegen.“ Liegt aber einer der drei Mitspieler Tarock ab, muss er/sie zwar auch „Ein Tarock liegt“ oder „Zwei Tarock liegen“ sagen, aber die fragliche Karten bleiben verdeckt.
- Das Ablegen des XXers kann je nach Gesellschaft erlaubt oder untersagt werden. Wenn das Ruf-Tarock von einem Gegner abgelegt ist, muss der Ableger unmittelbar nach dem Ruf „er liegt, Pflicht-Kontra auf das Spiel“ sagen.
- Unter diversen Umständen (Lizitation: gelassenes Spiel, Einladung) wird das Ablegen des XX, XIX bzw. XVIII verboten.
- Die wichtigste Prämie, um die sich das Spiel vor allen anderen dreht, ist der Mondfang (aufgrund des vorigen Punktes geht dies leichter als in anderen Varianten). Der Valat wird dagegen nicht besonders hoch belohnt.
- Als Prämien aus der Hand können 8 oder 9 Tarock (beim Kaiser und Royal auch 10 Tarock) auf der Hand angesagt werden. Durch diese Ansage kassiert der entsprechende Spieler sofort von allen anderen Spielern – das ist der einzige Vorgang, der nicht 2 gegen 2 ausbezahlt wird.
- Die Materialprämien Absolut und 4 Könige werden weniger in der Absicht angesagt, sie auch zu gewinnen. Sie dienen vielmehr als zusätzliche Prämien aus der Hand, mit denen hohe Tarock im Blatt (meistens XIX oder XVIII) signalisiert werden. Das ermöglicht oft teure Zusatzansagen, die sich rentieren, selbst wenn Absolut/4 Könige verloren gehen.
- Weil es nur 5 (beim Kaiser 6) Karten pro Farbe gibt und obendrein alle Spieler Karten aus dem Talon austauschen können, sind Farbstiche außerordentlich selten.